# San Pablo Cuatro Venados
San Pablo Cuatro Venados è un comune del Messico, situato nello stato di Oaxaca.